# Compsophorus carinifer
Compsophorus carinifer là một loài tò vò trong họ Ichneumonidae.